# اولمیسته
اولمیسته (استونیایی: Ülemiste) یکی از زیربخش‌های تالین، استونی که در ناحیه لاسنامه قرار دارد و در سال ۲۰۱۵ میلادی ۱۴۴۴ نفر جمعیت داشته. فرودگاه تالین و ایستگاه راه‌آهن اولمیسته در این منطقه قرار دارند.

## نگارخانه

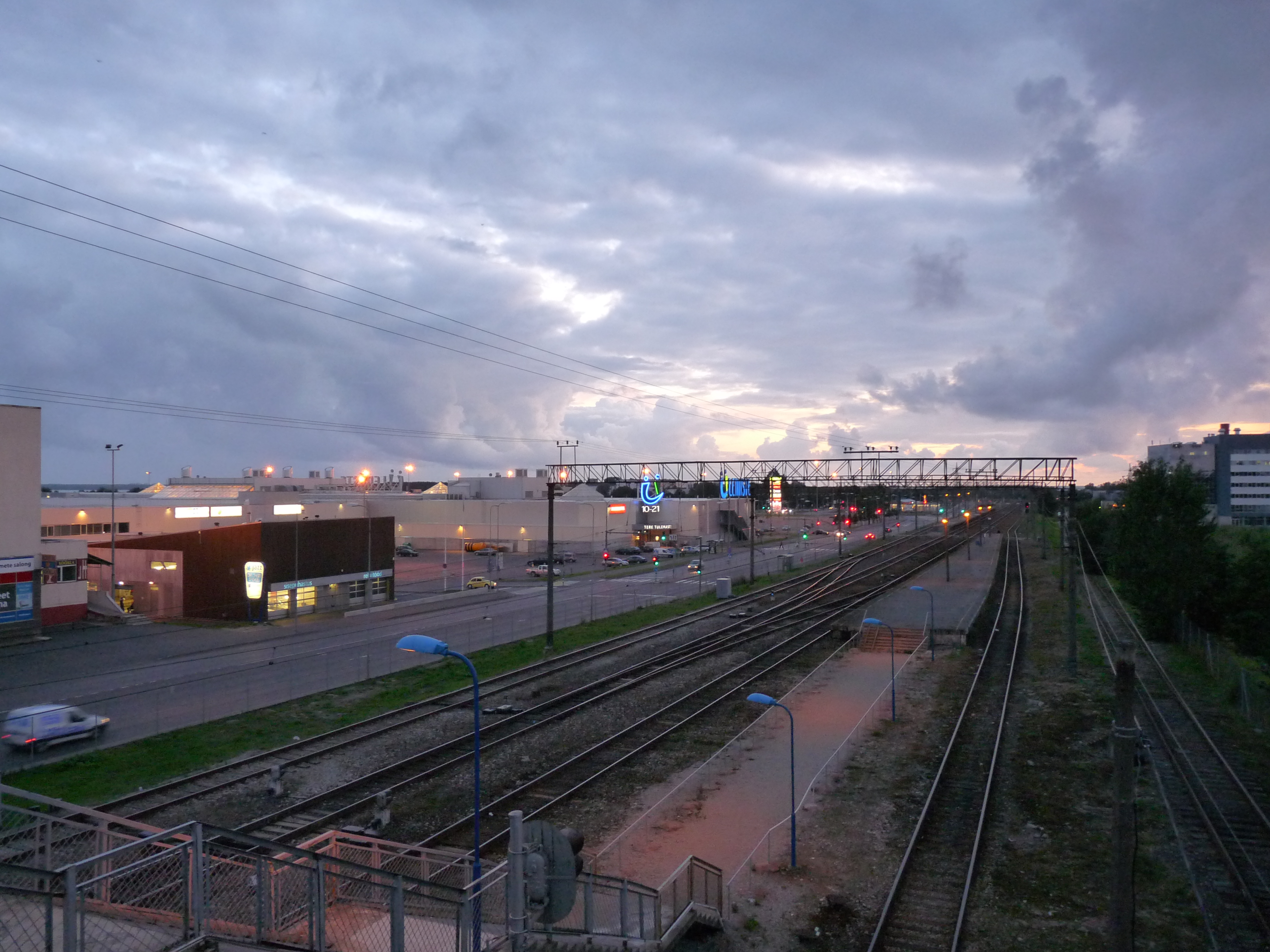
Ülemiste train station
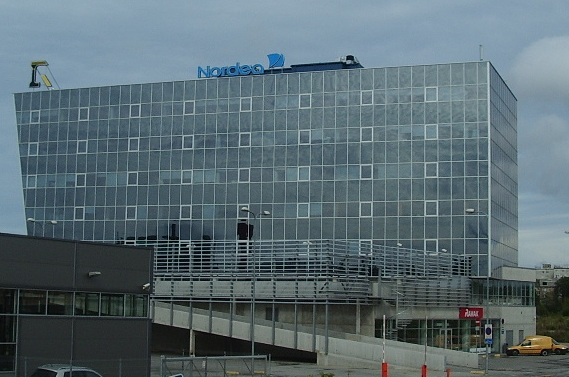
Nordea
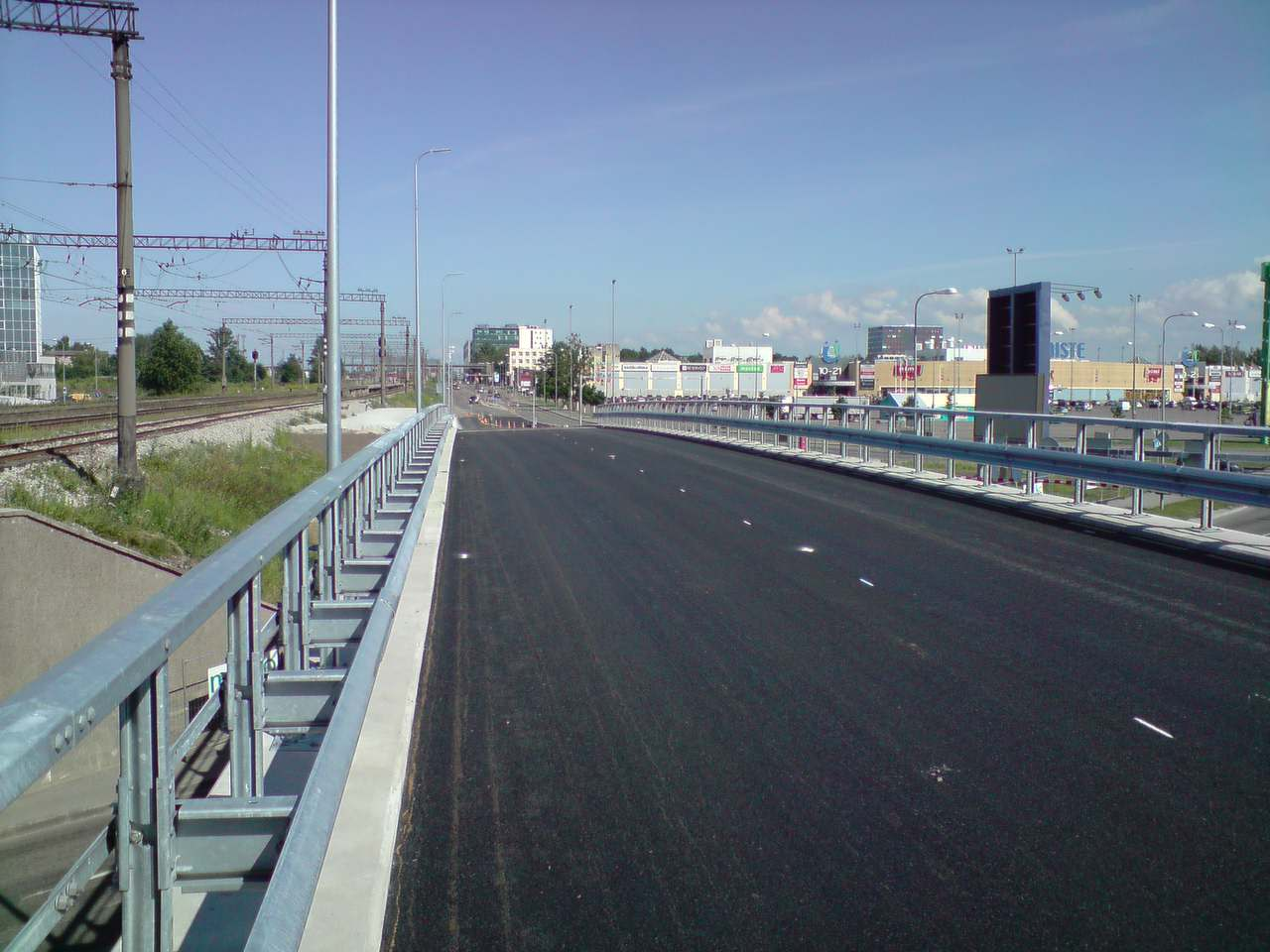
Bridge between Suur-Sõjamäe and Järvevana
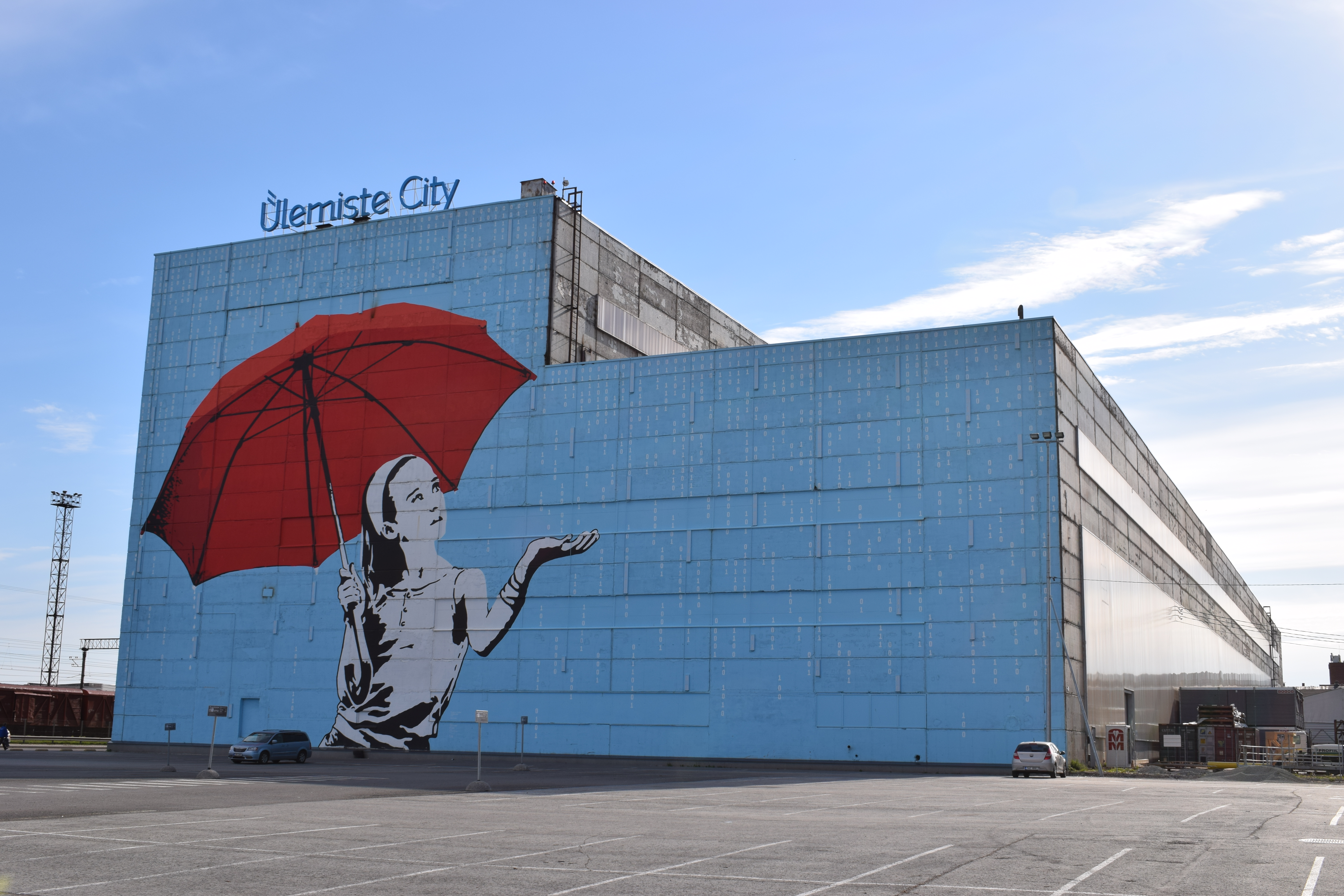
Ülemiste City